# Supernova 2018
La quarta edizione del Supernova si è tenuta dal 3 al 24 febbraio 2018 e ha selezionato il rappresentante della Lettonia all'Eurovision Song Contest 2018 di Lisbona.
La vincitrice è stata Laura Rizzotto con Funny Girl.

## Organizzazione
La quarta edizione del Supernova è stata organizzata, come le precedenti, dall'emittente televisiva lettone Latvijas Televīzija (LTV). Questa edizione si è articolata in sei serate: due serate di show introduttivi, tre semifinali, tenutesi presso gli studi cinematografici di Riga, e una finale, tenutasi presso la sede di LTV nella capitale lettone.
Autori e cantautori hanno potuto inviare all'emittente i propri brani tra il 6 settembre e il 15 ottobre 2019. Una giuria ha selezionato tra i 93 aspiranti, i 63 partecipanti alla votazione online, dove per 10 giorni, il pubblico ha potuto dare la propria opinione. Tra i 33 artisti passati dalla votazione online, hanno preso parte alle audizioni dal vivo, dove una la giuria ha selezionato i finalisti.

### Giuria
La giuria per la selezione nazionale è stata composta da:
- Ilze Jansone – Produttore del Supernova
- DJ Rudd – Produttore musicale
- Toms Grēviņš – Presentatore televisivo
- Jolanta Gulbe – Cantante jazz

## Partecipanti
La lista dei partecipanti è stata annunciata il 6 dicembre 2017.
| Artista                          | Brano                   | Lingua   | Compositori |
| -------------------------------- | ----------------------- | -------- | --- |
| Agnese Stengrevics               | You Are My World        | Inglese  | Helvijs Stengrevics, Agnese Stengrevics |
| Dvines                           | More Than Meets the Eye | Inglese  | Dvines, Pēteris Pāšs, Andris Strazds, Kaspars Ansons                                                                                                  |
| Ed Rallidae                      | What I Had with You     | Inglese  | Aminata Savadogo, Kaspars Ansons |
| Edgars Kreilis                   | Younger Days            | Inglese  | Edgars Kreilis, Kaspars Ansons |
| Hypnotic                         | Pray                    | Inglese  | Sabīne Geiba, Beatrise Heislere, Ruslans Kuksinovičs                                                                                                  |
| In My Head                       | Sunset                  | Inglese  | Evija Smagare, Armands Varslavāns, Rūdolfs Iļķēns |
| Jenny May                        | Soledad                 | Spagnolo | Maija Stuģe, Martin Karl Hägglund, Martin Björn Hanzén, Tim Erik Åström, Michael Javier Hernan Barraza Alfaro                                         |
| Katrīna Gupalo & The Black Birds | Intoxicating Caramel    | Inglese  | Katrīna Gupalo |
| Katrine Lukins                   | Running Red Lights      | Inglese  | Katrine Lukins, Andris Lūkins, Kaspars Ansons |
| Kris & Oz                        | Morning Flight          | Inglese  | Artūrs Osipovs, Kristīne Morina, Kristīne Sisējeva, Aleksandrs Solovjovs                                                                              |
| Laura Rizzotto                   | Funny Girl              | Inglese  | Laura Rizzotto |
| Lauris Valters                   | Lover Bliss             | Inglese  | Lauris Valters, Reinis Briģis |
| Liene Greifāne                   | Walk the Talk           | Inglese  | Liene Greifāne, Ylva Persson, Linda Persson |
| Madara                           | Esamība                 | Lettone  | Madara Fogelmane |
| Markus Riva                      | This Time               | Inglese  | Markus Riva, Kaspars Ansons, Edgars Krastiņš, Quincy Thompson                                                                                         |
| Mionia                           | You                     | Inglese  | Maija Līcīte |
| Monta                            | 1000 Roses              | Inglese  | Monta Ķimene |
| Rahu the Fool                    | Oh Longriver            | Inglese  | Pēteris Narubins, Rahu the Fool |
| Riga Raggae                      | Stop the War U2         | Inglese  | Horens Stalbe, Vladimirs Eglītis, Mārtiņš Burkevics, Renarts Braufmanis                                                                               |
| Ritvars                          | Who's Counting?         | Inglese  | Rihards Lībietis, Mārcis Vasiļevskis, Toms Lisments, Kristīne Pleša, Erna Daugaviete, Toms Kursītis, Mārtiņš Miļevskis, Dāvis Bindemanis, Sabīne Žuga |
| Sudden Lights                    | Just Fine               | Inglese  | Andrejs Reinis Zitmanis, Kārlis Matīss Zitmanis, Mārtiņš Matīss Zemītis, Kārlis Vārtiņš                                                               |

## Semifinali

### Prima semifinale
La prima semifinale si è tenuta il 3 febbraio 2018 presso i Riga Film Studio.
I primi 2 classificati sono stati: Liene Greifāne ed Edgars Kreilis. Il 20 febbraio 2018, i Sudden Lights sono stati selezionati internamente da una giuria come quinti finalisti.
| # | Artista                          | Brano                   | Punteggio | Punteggio | Punteggio | Punteggio | Punteggio | Totale | Posizione |
| # | Artista                          | Brano                   | Giuria    | Televoto  | Internet  | Spotify   | Totale    | Totale | Posizione |
| - | -------------------------------- | ----------------------- | --------- | --------- | --------- | --------- | --------- | ------ | --------- |
| 1 | Katrīna Gupalo & The Black Birds | Intoxicating Caramel    | 5         | 357       | 22        | 24%       | 4         | 9      | 5         |
| 2 | Rahu the Fool                    | Oh Longriver            | 6         | 165       | 140       | 3%        | 7         | 13     | 6         |
| 3 | Dvines                           | More Than Meets the Eye | 3         | 356       | 386       | 3%        | 5         | 8      | 4         |
| 4 | Agnese Stengrevics               | You Are My World        | 7         | 168       | 260       | 16%       | 6         | 13     | 7         |
| 5 | Sudden Lights                    | Just Fine               | 4         | 1154      | 1835      | 18%       | 1         | 5      | 3         |
| 6 | Edgars Kreilis                   | Younger Days            | 2         | 550       | 755       | 31%       | 2         | 4      | 2         |
| 7 | Liene Greifāne                   | Walk the Talk           | 1         | 686       | 509       | 5%        | 3         | 4      | 1         |

### Seconda semifinale
La seconda semifinale si è tenuta il 10 febbraio 2018 presso i Riga Film Studio.
I primi 2 classificati sono stati: Madara ed i Ritvars. Tuttavia poco dopo la trasmissione della semifinale, è stato scoperto che a causa di un errore tecnico non sono stati conteggiati i voti online, che avrebbero permesso a Markus Riva di qualificarsi al posto dei Ritvars.
Per questo motivo la produzione ha deciso di far accedere in finale anche Markus Riva, insieme agli altri due artisti.
| # | Artista     | Brano           | Punteggio | Punteggio | Punteggio | Punteggio | Punteggio | Totale | Posizione |
| # | Artista     | Brano           | Giuria    | Televoto  | Internet  | Spotify   | Totale    | Totale | Posizione |
| - | ----------- | --------------- | --------- | --------- | --------- | --------- | --------- | ------ | --------- |
| 1 | Hypnotic    | Pray            | 6         | 167       | —         | 12%       | 5         | 11     | 5         |
| 2 | Madara      | Esamība         | 2         | 613       | —         | 25%       | 2         | 4      | 1         |
| 3 | Markus Riva | This Time       | 3         | 685       | —         | 18%       | 1         | 4      | 2         |
| 4 | In My Head  | Sunset          | 5         | 117       | —         | 11%       | 7         | 12     | 6         |
| 5 | Ritvars     | Who's Counting? | 1         | 319       | —         | 10%       | 4         | 5      | 3         |
| 6 | Monta       | 1000 Roses      | 7         | 153       | —         | 11%       | 6         | 13     | 7         |
| 7 | Riga Reggae | Stop the War U2 | 4         | 423       | —         | 13%       | 3         | 7      | 4         |

### Terza semifinale
La terza semifinale si è tenuta il 17 febbraio 2018 presso i Riga Film Studio.
I primi 2 classificati sono stati: Laura Rizzotto e Lauris Valters.
| # | Artista        | Brano               | Punteggio | Punteggio | Punteggio | Punteggio | Punteggio | Totale | Posizione |
| # | Artista        | Brano               | Giuria    | Televoto  | Internet  | Spotify   | Totale    | Totale | Posizione |
| - | -------------- | ------------------- | --------- | --------- | --------- | --------- | --------- | ------ | --------- |
| 1 | Jenny May      | Soledad             | 7         | 211       | 227       | 12%       | 6         | 13     | 7         |
| 2 | Ed Rallidae    | What I Had with You | 5         | 211       | 323       | 17%       | 3         | 8      | 4         |
| 3 | Katrine Lukins | Running Red Lights  | 6         | 96        | 244       | 16%       | 5         | 11     | 6         |
| 4 | Lauris Valters | Lover Bliss         | 2         | 254       | 369       | 12%       | 4         | 6      | 2         |
| 5 | Mionia         | You                 | 3         | 145       | 141       | 14%       | 7         | 10     | 5         |
| 6 | Kris & Oz      | Morning Flight      | 4         | 316       | 463       | 14%       | 2         | 6      | 3         |
| 7 | Laura Rizzotto | Funny Girl          | 1         | 1234      | 2536      | 15%       | 1         | 2      | 1         |

## Finale
La finale si è tenuta il 24 febbraio 2018 presso gli studi di LTV.
| # | Artista        | Brano           | Punteggio | Punteggio | Punteggio | Punteggio | Punteggio | Totale | Posizione |
| # | Artista        | Brano           | Giuria    | Televoto  | Internet  | Spotify   | Totale    | Totale | Posizione |
| - | -------------- | --------------- | --------- | --------- | --------- | --------- | --------- | ------ | --------- |
| 1 | Sudden Lights  | Just Fine       | 2         | 1563      | 2357      | 28%       | 2         | 4      | 2         |
| 2 | Ritvars        | Who's Counting? | 4         | 488       | 490       | 11%       | 6         | 10     | 4         |
| 3 | Madara         | Esamība         | 3         | 1490      | 2785      | 18%       | 4         | 7      | 3         |
| 4 | Liene Greifane | Walk the Talk   | 8         | 398       | 800       | 7%        | 5         | 13     | 7         |
| 5 | Lauris Valters | Lover Bliss     | 6         | 285       | 366       | 5%        | 8         | 14     | 8         |
| 6 | Edgars Kreilis | Younger Days    | 5         | 413       | 781       | 9%        | 7         | 12     | 6         |
| 7 | Laura Rizzotto | Funny Girl      | 1         | 2956      | 5172      | 12%       | 1         | 2      | 1         |
| 8 | Markus Riva    | This Time       | 7         | 2321      | 2839      | 10%       | 3         | 10     | 5         |